# Paraplotosus albilabris
Paraplotosus albilabris är en fiskart som först beskrevs av Valenciennes, 1840.  Paraplotosus albilabris ingår i släktet Paraplotosus och familjen Plotosidae. Inga underarter finns listade i Catalogue of Life.